# Karl Patonay
Karl Patonay, auch Carl (* 25. Oktober 1838 in Wien; † 11. März 1895 in Berlin) war ein österreichischer Schauspieler.

## Leben
Als Sohn eines Schneiders geboren, studierte Patonay nach dem Besuch der Oberrealschule in Wien an der technischen Abteilung des Wiener Polytechnikums. Nachdem er bereits der Osterlammkneipe angehört hatte, war er 1859 Gründungsmitglied der Wiener Burschenschaft Olympia. 1859 nahm er am Schiller-Festzug teil. Er gehörte der Wiener Künstlergesellschaft Hesperus an.
Ab 1861 war er als Schauspieler an deutschen Theatern tätig, unter anderem in Köln und Leipzig. Später wurde er Hofschauspieler in Schwerin, Dessau und Brünn. 1883 war er in Pest engagiert. Er besaß ein Weinhaus in Brünn und war seit 1884 in Berlin Geschäftsführer im Bierhaus Siechen.